# ツメナガホオジロ

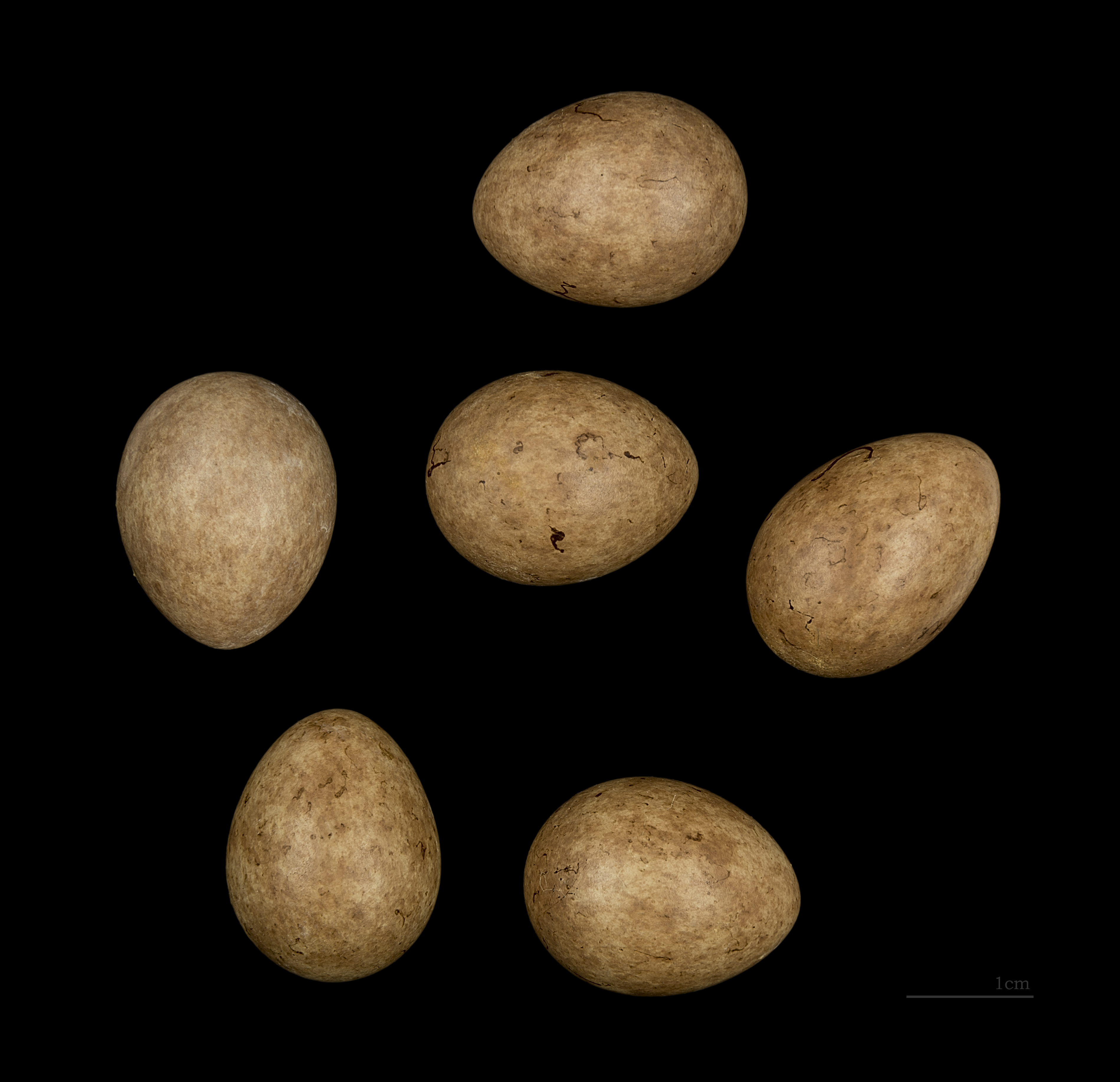
Calcarius lapponicus

ツメナガホオジロ（爪長頬白、学名：Calcarius lapponicus）は、スズメ目ホオジロ科に分類される鳥類の一種である。

## 分布
ユーラシア大陸や北アメリカの北極圏や亜寒帯で繁殖し、冬季はイギリス、ヨーロッパ中部から中国東部、ウスリーまでのユーラシア大陸の中緯度地帯と、北アメリカ中部に渡り越冬する。
日本では冬鳥または旅鳥として渡来するが数は少ない。主に本州中部以北に渡来するが、観察記録は伊豆諸島、南西諸島を含む全国である。

## 形態
体長役16cm。雄の夏羽は頭上、耳羽、喉、胸が黒い。目の上後方から頸まで伸びる白線がある。体の上面は淡い茶褐色で、下面は白く黒い斑がある。雄の冬羽は頭部や胸の黒色が少なく、全体に淡い褐色になる。雌は雄の冬羽と似ている。
足は黒褐色で後趾の爪は長い。これが和名の由来である。

## 画像

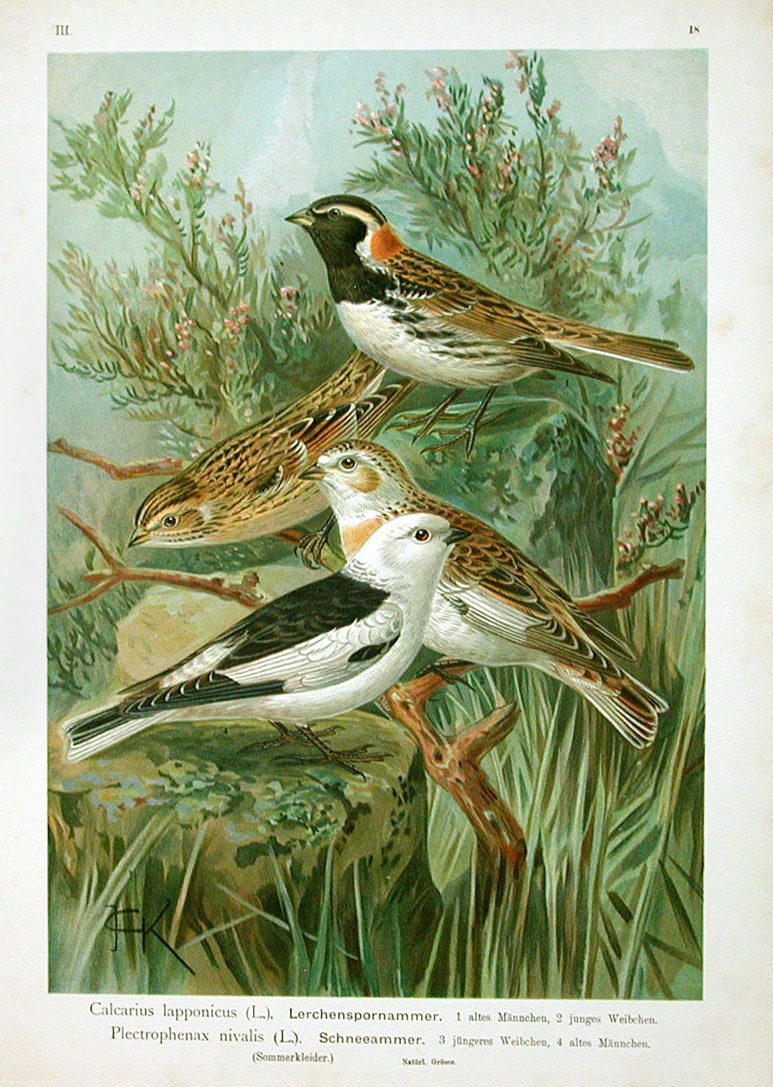
上がツメナガホオジロ、下はユキホオジロ